# Tytthaspis
Genre
Tytthaspis est un genre de coléoptères prédateurs de la famille des coccinelles.

## Espèces présentes en Europe
- Tytthaspis (Barovskia) gebleri (Mulsant 1850)
- Tytthaspis (Tytthaspis) phalerata (Costa 1849)
- Tytthaspis (Tytthaspis) sedecimpunctata (Linnaeus, 1761)

## Liste des espèces
Selon BioLib (3 mai 2024) :
- Tytthaspis gebleri (Mulsant, 1850)
- Tytthaspis lateralis (Fleischer, 1900)
- Tytthaspis phalerata (Costa, 1849)
- Tytthaspis sedecimpunctata (Linnaeus, 1761)

Selon NCBI (5 octobre 2019) :
- Tytthaspis gebleri (Mulsant, 1850)
- Tytthaspis sedecimpunctata (Linnaeus, 1758)